# Lichtenstein/Sa.
Lichtenstein/Sa. (Lichtenstein/Sachsen) ist eine Kleinstadt im Landkreis Zwickau in Sachsen. Sie ist Sitz der Verwaltungsgemeinschaft Rund um den Auersberg.

## Geografie
Lichtenstein liegt zwischen Chemnitz ca. 29 km östlich und Zwickau ca. 12 km westlich. Lichtenstein liegt nördlich des Westerzgebirges auf einer Höhe von 288 bis 428 m ü. NN. Südlich der Stadt befindet sich die Alberthöhe, auf der sich ein Aussichtsturm befindet.

### Nachbargemeinden
| Stadt Glauchau im Landkreis Zwickau  | Gemeinde St. Egidien im Landkreis Zwickau   | Gemeinde Bernsdorf im Landkreis Zwickau |
| Gemeinde Mülsen im Landkreis Zwickau | Kompassrose, die auf Nachbargemeinden zeigt | Gemeinde Hohndorf im Erzgebirgskreis    |
|                                      | Stadt Oelsnitz im Erzgebirgskreis           |                                         |

### Stadtgliederung
Neben dem eigentlichen Stadtgebiet gehören folgende Ortsteile zu Lichtenstein:
- Heinrichsort (Eingemeindung 1996)
- Rödlitz (Eingemeindung 1994)

## Geschichte

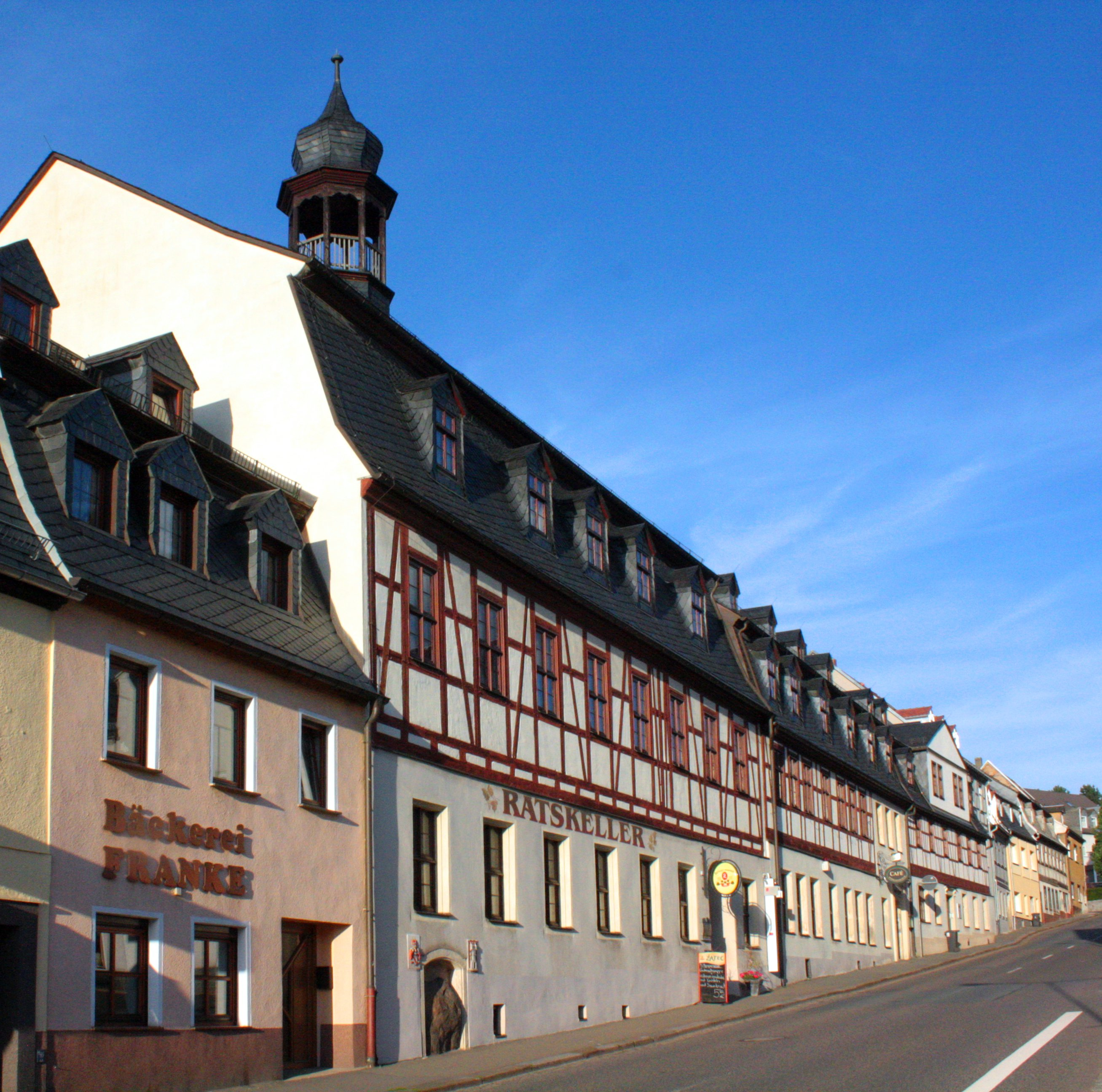
Altes Rathaus

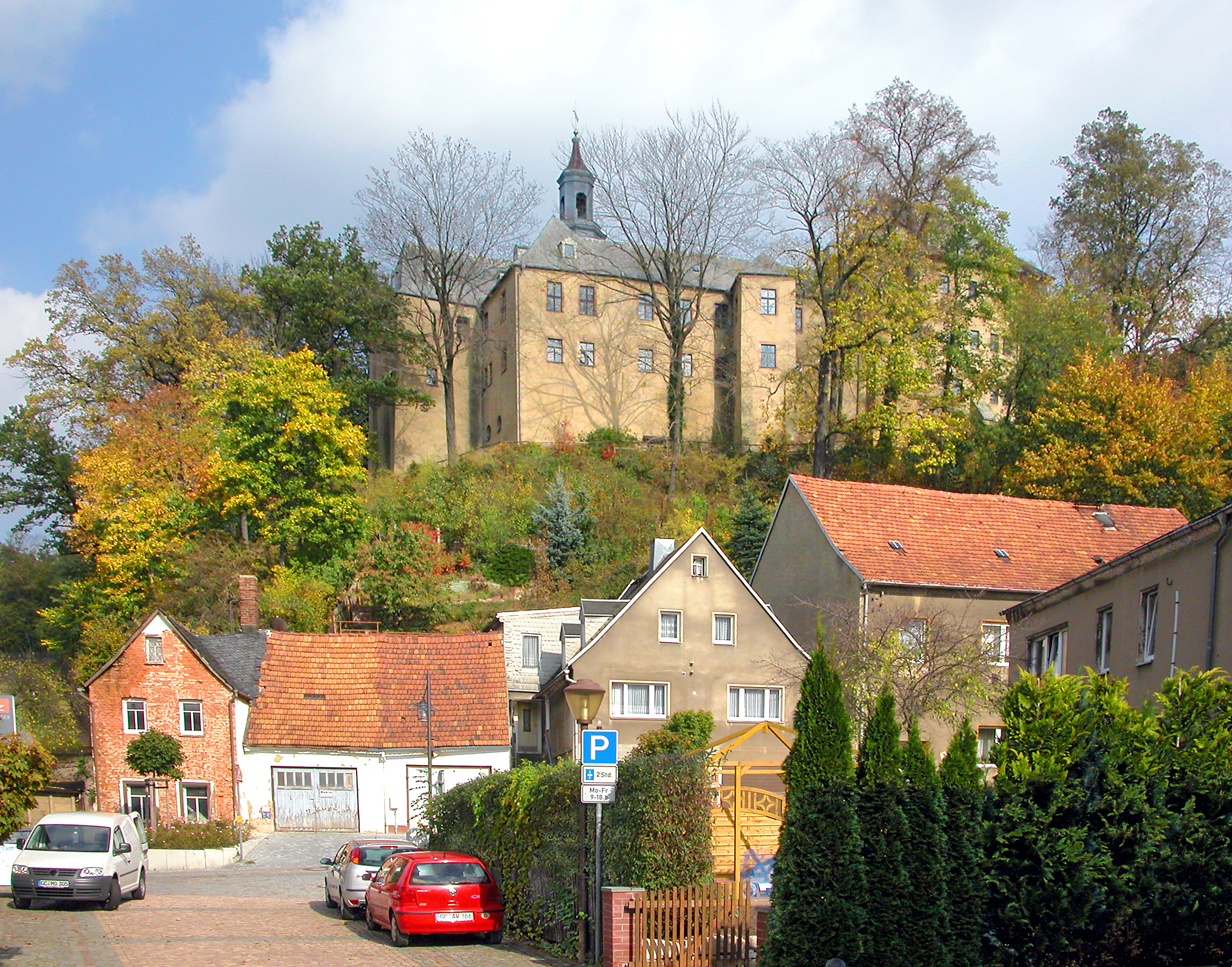
Schloss Lichtenstein/Sa.

### Mittelalter
Im Jahr 1212 wird erstmals ein „castrum Lichtenstein“ in einer Urkunde von König Friedrich II. erwähnt. Die erste gesicherte Erwähnung der Burg von Lichtenstein erfolgt im Jahr 1286. Im Jahr 1261 wird die Kirche St. Laurentius erstmals erwähnt. Die Stadt ist eng mit der Adelsfamilie Schönburg verbunden. Sie gründeten vermutlich Ende des 12. Jahrhunderts Lichtenstein, bauten die Burg und residierten hier bis zu ihrer Enteignung im Jahr 1945. In einer Schönburger Urkunde aus dem Jahr 1446 wird Lichtenstein erstmals als Stadt bezeichnet.

### Frühe Neuzeit
Im Jahre 1627 wurde das Gebäude des heutigen Ratskellers als Rathaus umgebaut. Während des Dreißigjährigen Krieges wurde Lichtenstein im Jahre 1632 durch kaiserliche Truppen geplündert und abgebrannt. Sieben Jahre später wurde die Burg durch die schwedische Armee zerstört und die Stadt geplündert.
Der Stadtteil Callnberg wurde im Jahr 1708 gegründet, erhielt jedoch 1712 erst den Namen Callenberg. Er bekam 1725 das Stadtrecht. Die Lutherkirche in der neuen Stadt wurde 1770 erbaut. Im Jahre 1771 ereignete sich ein Stadtbrand, es dauerte zehn Jahre bis mit dem Wiederaufbau der Laurentiuskirche begonnen wurde, welcher 1786 abgeschlossen war. Der gotische Vorgängerbau stammte aus dem 13. Jahrhundert, die neue Kirche erhielt 1902 ihre jetzige Jehmlichorgel. In den Jahren 1771 und 1772 kam es zu einer Hochwasserkatastrophe und einer Hungersnot, infolgedessen starben 787 Menschen in beiden Städten.

### 19. Jahrhundert und erste Hälfte des 20. Jahrhunderts
Im Jahre 1843 wurde das Amtsgebäude in der Schloßallee erbaut, das heutige Palais. Das Postgebäude wurde 1859 errichtet. Zu einem weiteren Stadtbrand kam es im Jahre 1869. In den Jahren 1877 bis 1879 wurde die Bahnstrecke Stollberg–St. Egidien gebaut, an der auch Callnberg einen Halt besitzt. Infolge der Industrialisierung, Lichtenstein war bekannt für seine Textilindustrie, Strumpfindustrie, Trikotagen (Unterwäsche) und Möbelstoffe wurde das neue Stadtviertel Grünthal 1880 gegründet, in welchem 1899 die Bürgerschule eingeweiht wurde, die spätere Diesterwegschule. 1906/1907 wurde die Pestalozzischule errichtet.
Im Jahr 1920 vereinigten sich die Städte Lichtenstein und Callnberg. Der Doppelname Lichtenstein-Callnberg wurde von der Stadt bis zum 1. April 1938 geführt. Lichtenstein wurde Ende April 1945 zunächst von der US Army besetzt und Anfang Juli 1945 den sowjetischen Besatzern übergeben.

### DDR-Zeit
Lichtenstein wurde mit der Gebietsreform in der DDR am 25. Juli 1952 dem neugegründeten Kreis Hohenstein-Ernstthal im Bezirk Karl-Marx-Stadt angegliedert, vorher gehörte es der Amtshauptmannschaft Glauchau an. Ab dem Jahre 1956 entstanden westlich des Bahnhofes zwei Plattenbaugebiete, zum einen das sogenannte Protzdorf, in dem 1966 die Otto-Grotewohl-Schule, die heutige Heinrich-von-Kleist-Schule, eröffnet wurde, und in den 1980ern die Ernst-Schneller-Siedlung.

### Nachwendezeit
Kurz nach der politischen Wende 1991 wurde der Grundstein für das Gewerbegebiet Am Auersberg gelegt, das Auersberg Center wurde im Oktober 2004 eröffnet. Nach dem Ende der DDR versuchte Lichtenstein, den Tourismus zu beleben. Es trug 1996 die erste sächsische Landesgartenschau aus. Außerdem wurde 1999 neben dem Stadtmuseum die Miniwelt eröffnet, zwei Jahre später folgte das Daetz-Centrum. Von 1997 bis 2000 wurde der Krankenhausneubau im Süden der Stadt errichtet. Im Jahr 2000 verkaufte das Bistum Dresden-Meißen das Schloss Lichtenstein, in dem vorher ein Altenheim untergebracht war und die Heilige Messe stattfand, an Alexander Prinz von Schönburg-Hartenstein, danach verfiel das Gebäude zusehends. Die Diesterwegschule wurde 2002 geschlossen und zwei Jahre später zog in das Gebäude das Berufliche Schulzentrum für Wirtschaft und Sozialwesen Lichtenstein ein. Im August 2003 wurde die Ortsumgehung der B 173 eröffnet.
1994 wurde Rödlitz und 1996 Heinrichsort nach Lichtenstein eingemeindet. Zu Marketingzwecken bezeichnet sich Lichtenstein als „die Stadt im Grünen“.

### Einwohnerentwicklung
Entwicklung der Einwohnerzahl (Stichtag der Angaben ab 1960: 31. Dezember):
| - 1593 – 01.150 - 1784 – 01.950 - 1834 – 02.960 - 1849 – 03.645 - 1890 – 05.837 - 1925 – 11.829 - 1933 – 12.937 - 1939 – 12.441 - 1946 – 13.407 1 | - 1950 – 13.581 2 - 1960 – 13.243 - 1970 – 15.056 - 1981 – 13.356 - 1984 – 12.678 - 1988 – 12.233 - 1998 – 14.407 - 1999 – 14.366 - 2000 – 14.320 | - 2001 – 14.205 - 2002 – 13.996 - 2003 – 13.804 - 2004 – 13.649 - 2005 – 13.503 - 2006 – 13.370 - 2007 – 13.117 - 2008 – 13.017 - 2009 – 12.817 | - 2010 – 12.706 - 2011 – 12.613 - 2012 – 12.178 - 2013 – 11.930 - 2017 – 11.481 - 2020 – 11.087 |

 Datenquelle ab 1998: Statistisches Landesamt des Freistaates Sachsen
1 29. Oktober
2 31. August

## Politik

### Stadtrat

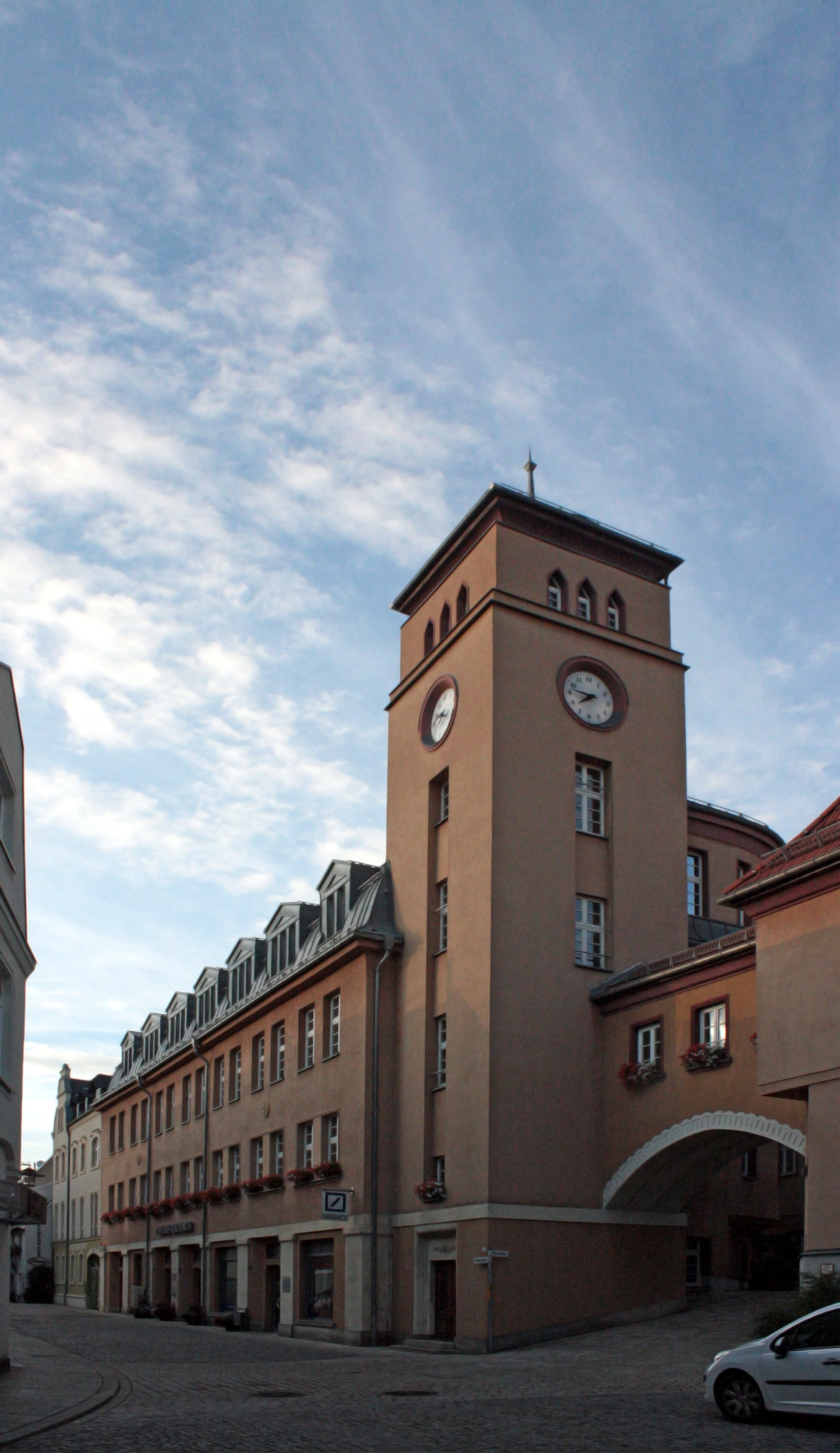
Neues Rathaus

Der Stadtrat Lichtensteins setzt sich aus 21 Stadträten zusammen. zudem ist der Bürgermeister im Stadtrat stimmberechtigt. Die Wahlbeteiligung betrug bei der Kommunalwahl am 9. Juni 2024 67,8 %.
| Sitzverteilung im Lichtensteiner Stadtrat 2024Insgesamt 21 Sitze - Linke: 1 - SPD: 3 - FDP: 1 - Werkstatt Z: 2 - FW: 5 - CDU: 5 - AfD: 4 Die AfD kann einen Sitz nicht besetzen. Der Stadtrat verkleinert sich entsprechend. | Vorschlag                          | 2024   | 2024   | 2019   | 2019   | 2014   | 2014   |
| Sitzverteilung im Lichtensteiner Stadtrat 2024Insgesamt 21 Sitze - Linke: 1 - SPD: 3 - FDP: 1 - Werkstatt Z: 2 - FW: 5 - CDU: 5 - AfD: 4 Die AfD kann einen Sitz nicht besetzen. Der Stadtrat verkleinert sich entsprechend. | Vorschlag                          | Sitze  | in %   | Sitze  | in %   | Sitze  | in %   |
| Sitzverteilung im Lichtensteiner Stadtrat 2024Insgesamt 21 Sitze - Linke: 1 - SPD: 3 - FDP: 1 - Werkstatt Z: 2 - FW: 5 - CDU: 5 - AfD: 4 Die AfD kann einen Sitz nicht besetzen. Der Stadtrat verkleinert sich entsprechend. | Freie Wähler Lichtenstein e. V.    | 5      | 23,8   | 7      | 31,2   | 9      | 37,6   |
| Sitzverteilung im Lichtensteiner Stadtrat 2024Insgesamt 21 Sitze - Linke: 1 - SPD: 3 - FDP: 1 - Werkstatt Z: 2 - FW: 5 - CDU: 5 - AfD: 4 Die AfD kann einen Sitz nicht besetzen. Der Stadtrat verkleinert sich entsprechend. | AfD                                | 4      | 23,5   | –      | –      | –      | –      |
| Sitzverteilung im Lichtensteiner Stadtrat 2024Insgesamt 21 Sitze - Linke: 1 - SPD: 3 - FDP: 1 - Werkstatt Z: 2 - FW: 5 - CDU: 5 - AfD: 4 Die AfD kann einen Sitz nicht besetzen. Der Stadtrat verkleinert sich entsprechend. | CDU                                | 5      | 20,2   | 6      | 24,9   | 6      | 26,2   |
| Sitzverteilung im Lichtensteiner Stadtrat 2024Insgesamt 21 Sitze - Linke: 1 - SPD: 3 - FDP: 1 - Werkstatt Z: 2 - FW: 5 - CDU: 5 - AfD: 4 Die AfD kann einen Sitz nicht besetzen. Der Stadtrat verkleinert sich entsprechend. | Werkstatt Z – Zukunft Lichtenstein | 2      | 8,6    | –      | –      | –      | –      |
| Sitzverteilung im Lichtensteiner Stadtrat 2024Insgesamt 21 Sitze - Linke: 1 - SPD: 3 - FDP: 1 - Werkstatt Z: 2 - FW: 5 - CDU: 5 - AfD: 4 Die AfD kann einen Sitz nicht besetzen. Der Stadtrat verkleinert sich entsprechend. | Linke                              | 1      | 5,8    | 3      | 14,1   | 3      | 14,3   |
| Sitzverteilung im Lichtensteiner Stadtrat 2024Insgesamt 21 Sitze - Linke: 1 - SPD: 3 - FDP: 1 - Werkstatt Z: 2 - FW: 5 - CDU: 5 - AfD: 4 Die AfD kann einen Sitz nicht besetzen. Der Stadtrat verkleinert sich entsprechend. | FDP                                | 1      | 3,5    | 2      | 10,6   | –      | 1,9    |
| Sitzverteilung im Lichtensteiner Stadtrat 2024Insgesamt 21 Sitze - Linke: 1 - SPD: 3 - FDP: 1 - Werkstatt Z: 2 - FW: 5 - CDU: 5 - AfD: 4 Die AfD kann einen Sitz nicht besetzen. Der Stadtrat verkleinert sich entsprechend. | SPD                                | 3      | 14,5   | –      | –      | 4      | 20,0   |
| Sitzverteilung im Lichtensteiner Stadtrat 2024Insgesamt 21 Sitze - Linke: 1 - SPD: 3 - FDP: 1 - Werkstatt Z: 2 - FW: 5 - CDU: 5 - AfD: 4 Die AfD kann einen Sitz nicht besetzen. Der Stadtrat verkleinert sich entsprechend. | Wahlbeteiligung                    | 67,8 % | 67,8 % | 61,6 % | 61,6 % | 50,2 % | 50,2 % |

### Bürgermeister
Namensverzeichnis der Bürgermeister von Lichtenstein, soweit diese bekannt sind.
| - 1566–1567 Franz Scheffler (Vater) - 1567–1577 Clemens Scheffler (Sohn) - 1578–1592 Paul Scheffler (Enkel) - 1593–1599 Georg Wagner - 1600–1607 Paul Schneider - 1608–1629 Thomas Donath - 1630–1631 Eberhard Wolf - 1632–1632 Johann Scheffler - 1633–1633 Wolfgang Ebert - 1649–1649 Georg Vogel - 1718–1726 Johann Andreas Lüdemann - 1737–1739 Melchior Siegel - 1739–1741 Christian Seiler - 1742–1746 Johann Christian Lindner - 1752 (?) Johann Gabriel Reuter - Johann David Hänsel - 1761–1792 Johann Tischendorf - 1793–1810 Gottlieb Martin | - 1813–1821 Bernhard Härtel - 1822–1827 Carl Heinrich Niedner - 1828–1839 Chr. G. Scheibner - 1840–1855 Ferdinand G. Oehlschlägel - 1856–1893 Carl A. Fröhlich - 1893–1899 Carl Wilhelm Lange - 1899–1921 Heinrich W. Steckner - 1925–1945 GottfriedHübener - 1945 Johannes Opitz - 1945–1947 August Wult - 1947 Friedrich Ruder sen. - 1947–11/1949 Willy Neumann - 12/1949–1952 Herrmann Bach - 1952–1955 Karl Buze - 1956–1959 Heinz Hauck - 1959–? Erich Schreier - bis 1990 Lothar Krause - 1990–2015 Wolfgang Sedner (CDU) - 2015–2022 Thomas Nordheim (FW) |

Am 12. Juni 2022 fanden die letzten Bürgermeisterwahlen statt. Da kein Kandidat im ersten Wahlgang mehr als 50 % der Stimmen erreichte, fand am 3. Juli 2022 ein zweiter Wahlgang statt.
Alle Kandidaten des ersten Wahlganges konnten erneut antreten, allerdings zog Alexander Illing seine Kandidatur zurück. Im zweiten Wahlgang wurde Jochen Fankhänel mit relativer Mehrheit zum Bürgermeister gewählt.
| Kandidat               | 1. Wahlgang       | 1. Wahlgang | 2. Wahlgang       | 2. Wahlgang | Politische Unterstützung                           |
| Kandidat               | Stimmen (absolut) | Stimmen (%) | Stimmen (absolut) | Stimmen (%) | Politische Unterstützung                           |
| ---------------------- | ----------------- | ----------- | ----------------- | ----------- | -------------------------------------------------- |
| Jochen Fankhänel       | 1.774             | 36,4        | 1.975             | 46,4        | Freie Wähler Lichtenstein e. V.                    |
| Eric Schöniger         | 1.186             | 24,3        | 1.313             | 30,9        | Christlich Demokratische Union                     |
| Dr. Markus Bergmann    | 1.120             | 23,0        | 968               | 22,7        | Sozialdemokratische Partei Deutschlands            |
| Alexander Illing       | 793               | 16,3        | -                 | -           | Werkstatt Z – Werkstatt Zukunft Lichtenstein e. V. |
| Wähler/Wahlbeteiligung | 4.947             | 52,6        | 4.321             | 46,0        |                                                    |

| Wahl | Bürgermeister    | Vorschlag       | Wahlergebnis (in %) |
| ---- | ---------------- | --------------- | ------------------- |
| 2022 | Jochen Fankhänel | FW Lichtenstein | 46,4                |
| 2015 | Thomas Nordheim  | FW Lichtenstein | 66,3                |
| 2008 | Wolfgang Sedner  | CDU             | 50,6                |
| 2001 | Wolfgang Sedner  | CDU             | 97,6                |

Bürgermeister Jochen Fankhänel zusammen mit Gunter Demnig 2024 anlässlich der Stolpersteinverlegung

Namensverzeichnis der Stadtrichter und Bürgermeister von Callnberg, soweit diese bekannt sind.
- 1725–1725: Stadtrichter Jonas Pernet
- 1812–1812: Stadtrichter Zeuner
- 1813–1834: Stadtrichter Brunner
- 1843–1875: Stadtrichter/Bürgermeister Karl Friedrich Werner
- 1876–1894: Bürgermeister Ottomar Schmidt
- 1894–1920: Bürgermeister Max Prahtel

### Wappen

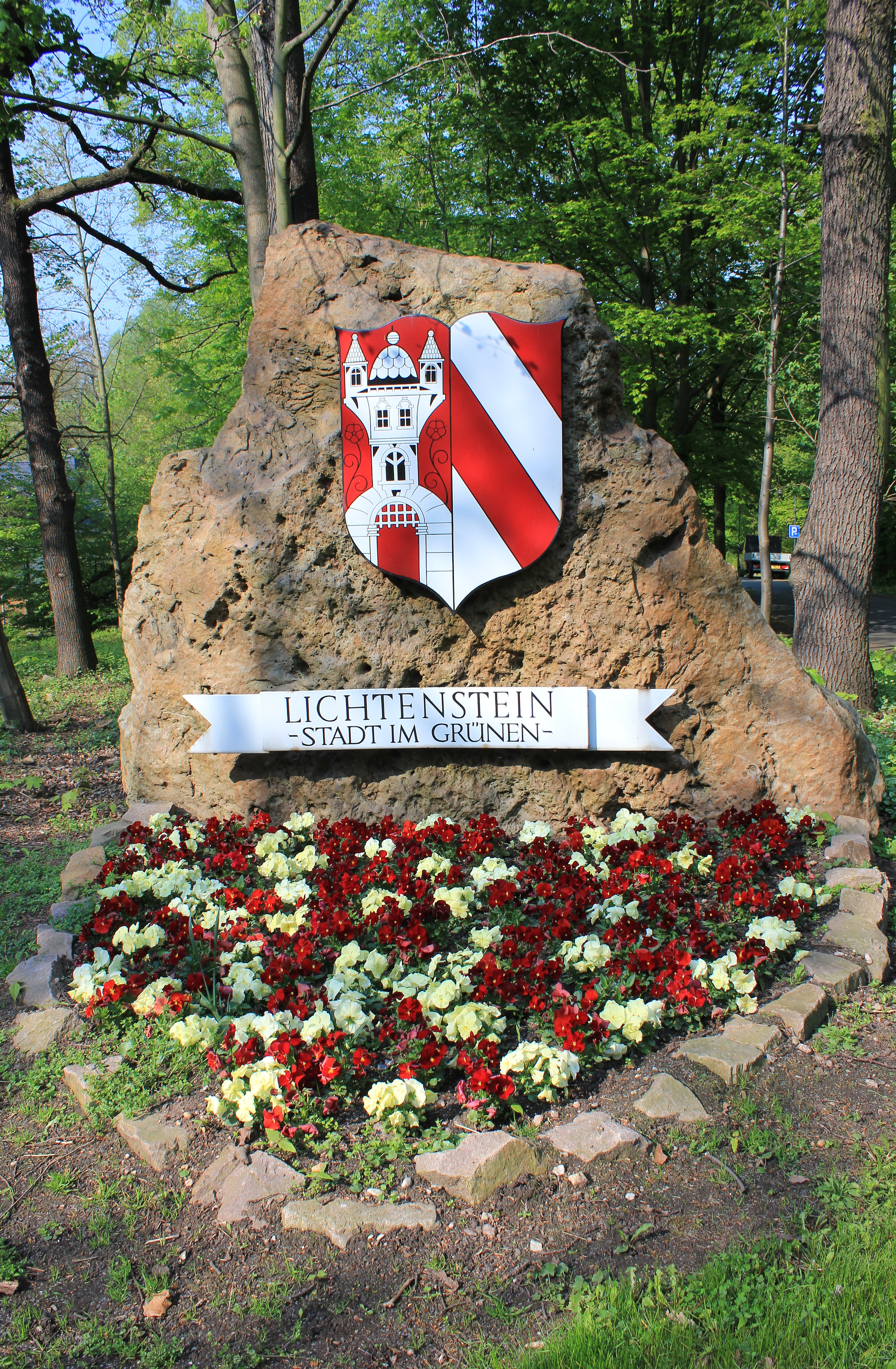
Wappen der Stadt Lichtenstein/Sa.

Mit der Städtevereinigung von Lichtenstein und Callnberg im Jahr 1920 sind auch die Stadtwappen beider Städte miteinander verschmolzen.
Das alte Lichtensteiner Wappen zeigt im Wappenschild auf rotem Untergrund einen in silber gehaltenen Torturm. Das Fallgitter im oberen Teil des Torbogens ist vergoldet. Auf dem Torbogen befindet sich ein nach oben breiter werdender Turmaufsatz, bestehend aus zwei Etagen. Den Abschluss bildet eine Kuppel mit einer vergoldeten Spitze, flankiert von zwei Ecktürmchen, deren Spitzen ebenfalls vergoldet sind. Zu beiden Seiten des Turmes rankt sich jeweils eine Rose mit grünem Stängel und silbernen Blütenblättern. Das Alter des Wappens lässt sich nicht mehr genau bestimmen. Bereits Mitte des 15. Jahrhunderts trugen amtliche Schriftstücke einen Siegelstempel mit dem beschriebenen Wappen.
Das Wappen der Stadt Callnberg war das Hauswappen des Grafen Otto Wilhelm von Schönburg. Er verlieh es dem Ort mit der Erteilung des Stadtrechtes im Jahre 1725. Der Wappenschild führt auf silbernen Grund zwei starke nach rechts unten führende rote Streifen. Der Spangenhelm mit der dazugehörigen Grafenkrone befindet sich über dem Schild. Die Schmuckfedern des Helmes sind gleichfalls in Silber und Rot gehalten.
Das heute gültige Stadtwappen zeigt auf der linken Seite das alte Lichtensteiner Wappen mit dem silbernen Torturm auf rotem Grund. Die rechte Seite verweist auf das frühere Callnberger Wappen mit dem roten Streifen auf silbernen Grund. Die Farben Rot und Silber entsprechen exakt den schönburgischen Hausfarben.

### Städtepartnerschaften
- Eine Städtepartnerschaft verbindet Lichtenstein seit 1990 mit der deutschen Stadt Enger im Kreis Herford, Nordrhein-Westfalen. Regelmäßig erfolgen gegenseitige Besuche bei den Festlichkeiten, beispielsweise dem Rosenfest in der Stadt Lichtenstein und dem Kirschblütenfest in der Stadt Enger.
- Freundschaftliche Beziehungen bestehen auch zu den Städten Pfullingen im Landkreis Reutlingen, Baden-Württemberg und dem bayerischen Lichtenfels (Oberfranken).

## Gesundheitswesen
In Lichtenstein befindet sich ein DRK-Krankenhaus, ein Krankenhaus der Regelversorgung mit 155 Betten.
1440 wurde das erste Hospiz in Lichtenstein errichtet, 1888 erfolgte der erste Bau auf dem heutigen Krankenhausgelände.
Das Krankenhaus kooperiert eng mit dem DRK-Krankenhaus in Chemnitz-Rabenstein, so besitzen beide Häuser einen gemeinsamen Geschäftsführer. Träger ist seit 2004 die DRK Gemeinnützige Krankenhaus GmbH Sachsen, die Stadt Lichtenstein hält 10 % der Anteile am Krankenhaus. Chefarzt der chirurgisch-gynäkologischen Abteilung des Bezirkskrankenhauses Lichtenstein-Callnberg war F. Otto Mayer, der auch Beiträge zur Narkose und Lokalanästhesie leistete.

## Kultur und Sehenswürdigkeiten

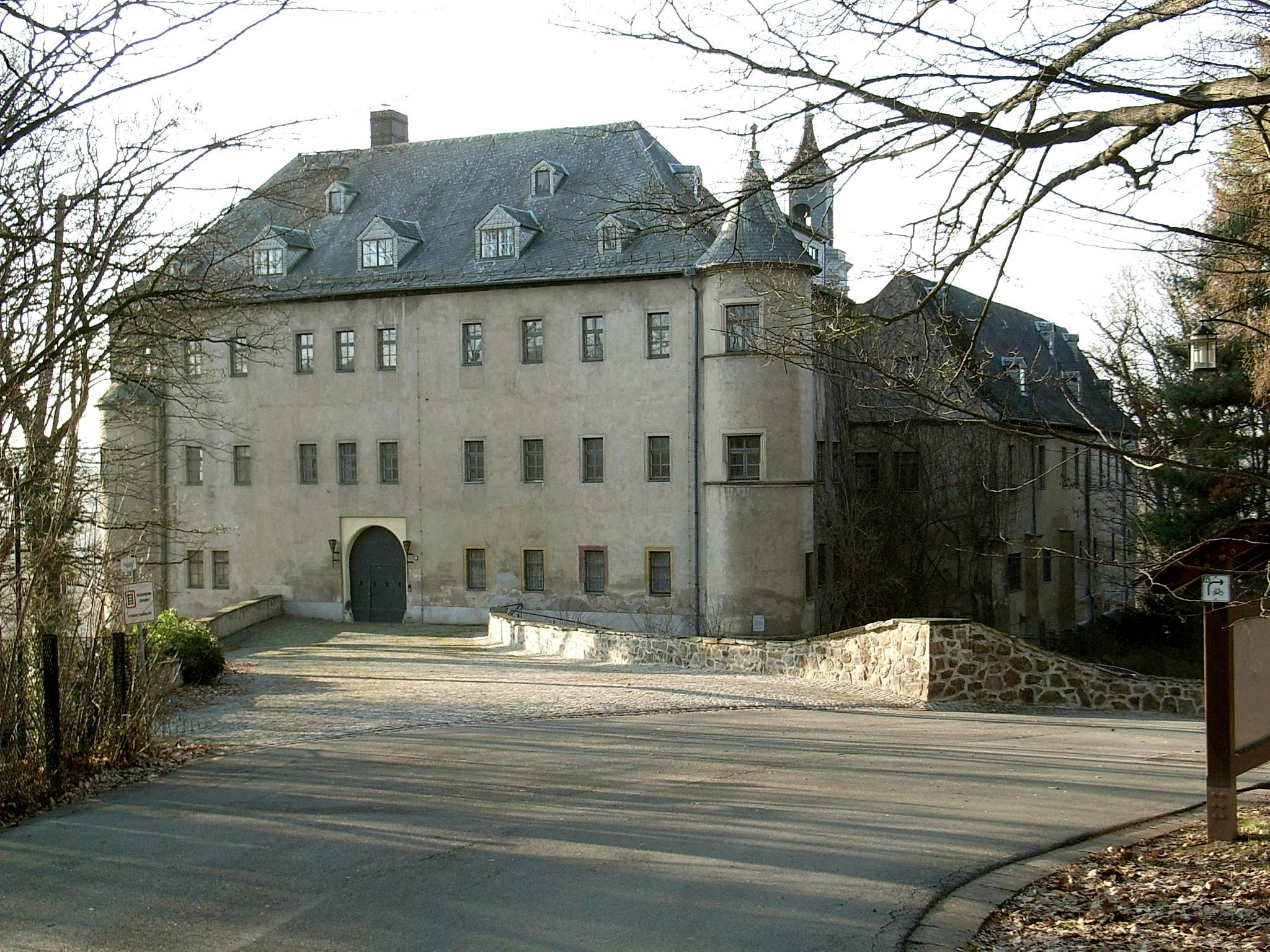
Schloss Lichtenstein
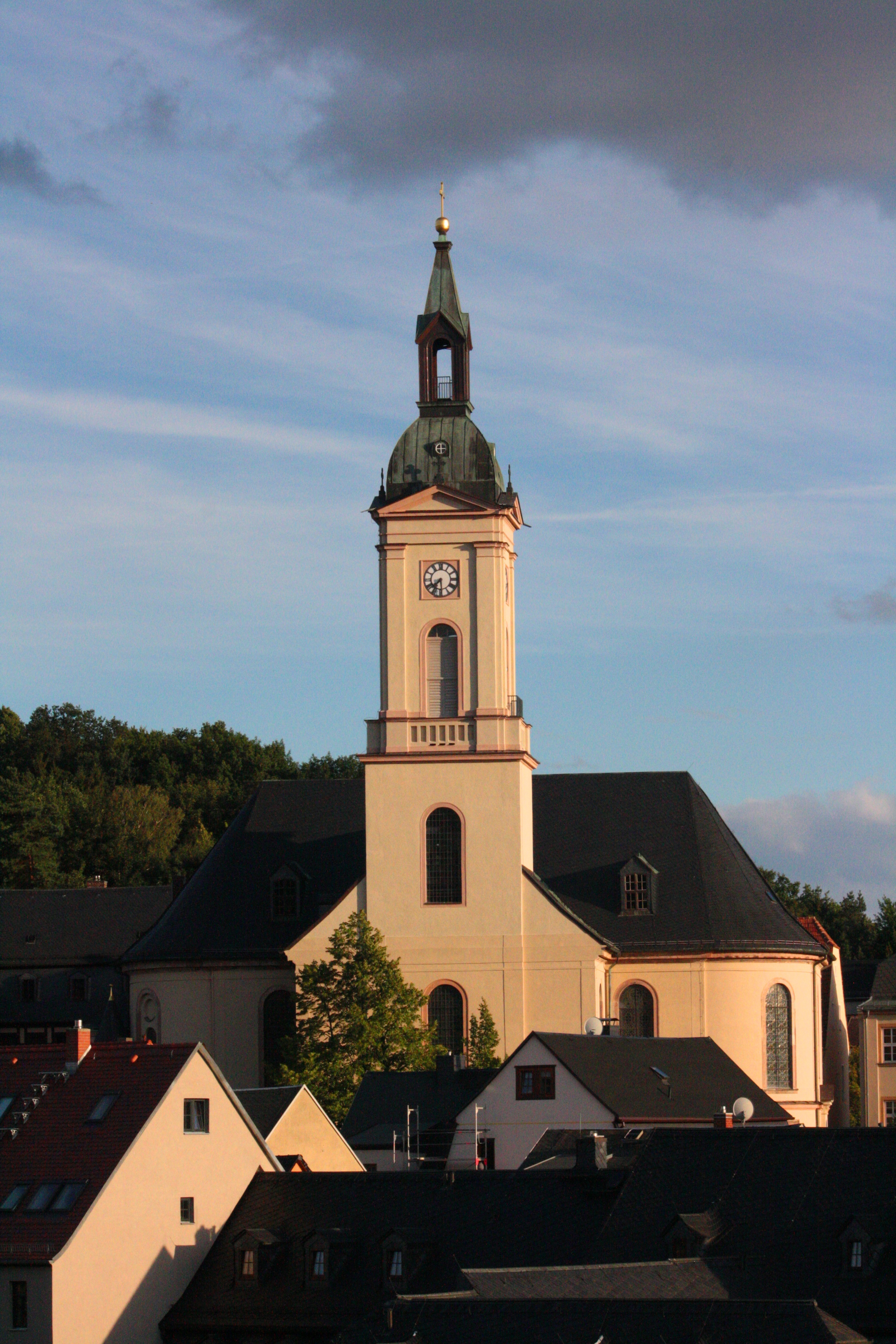
St.-Laurentiuskirche
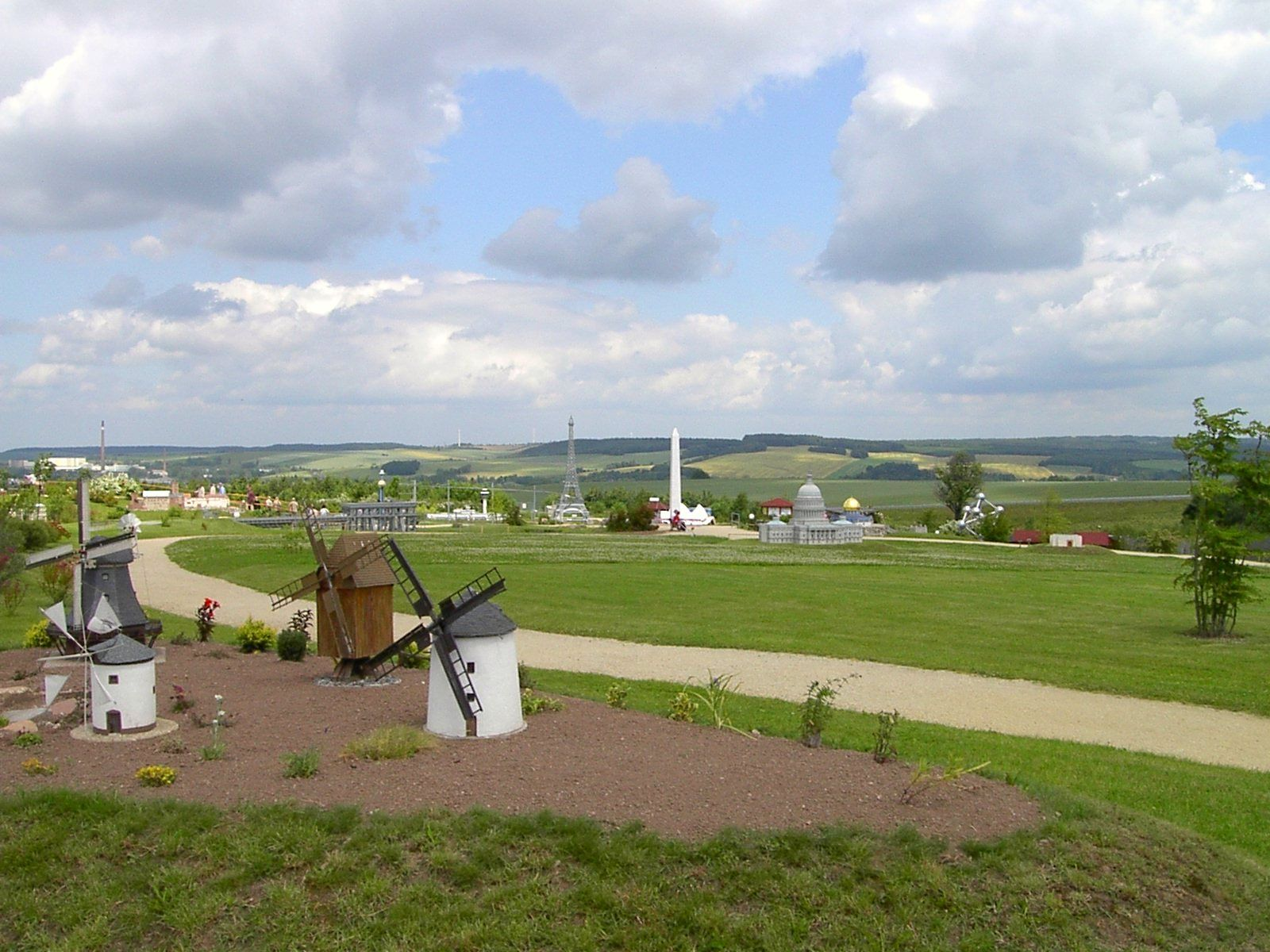
Miniwelt
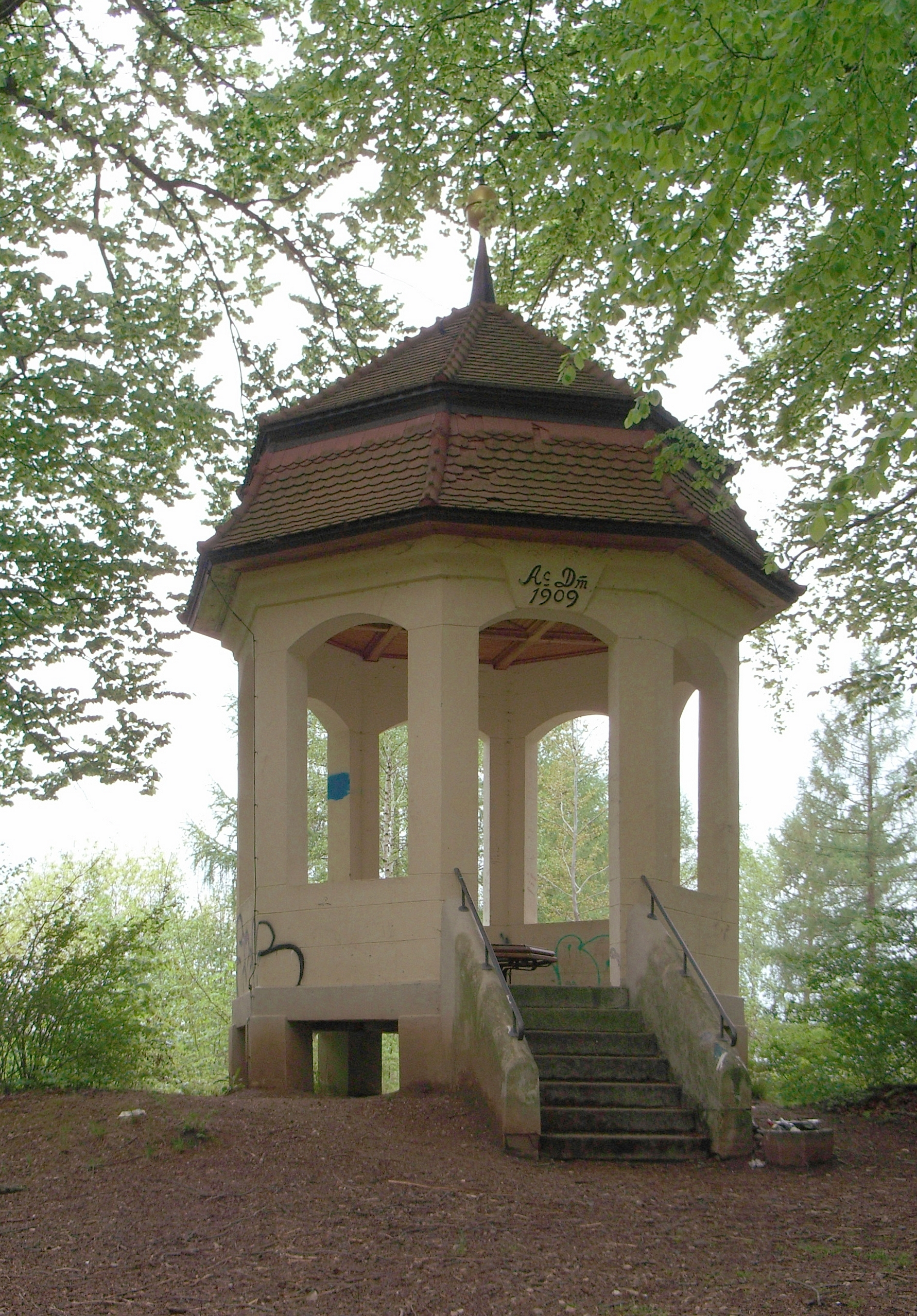
Pavillon im Stadtwald
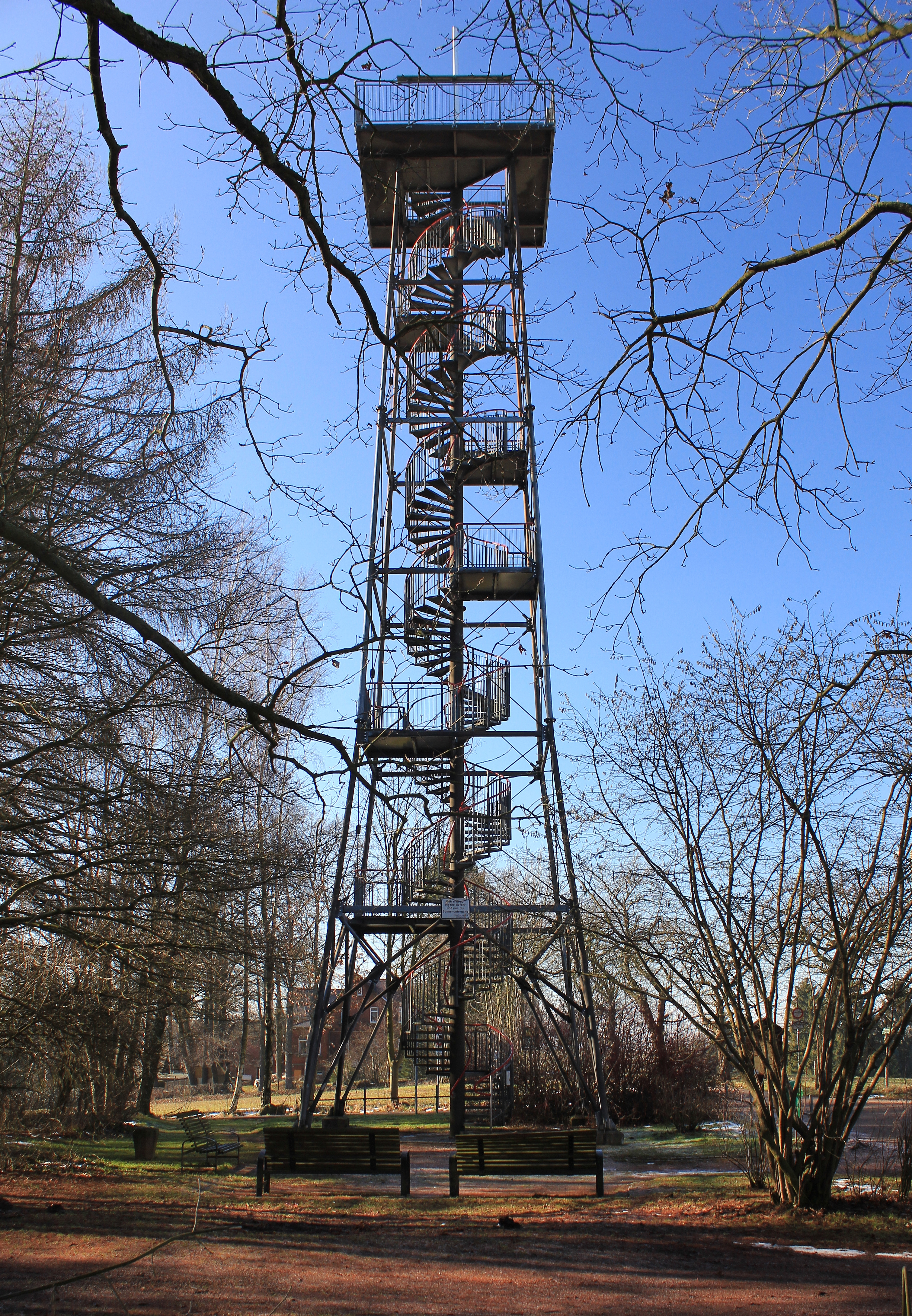
Aussichtsturm auf der Alberthöhe

### Theater
- Helmnot-Theater Lichtenstein

### Museen
- Daetz-Centrum: Erlebnisausstellung Meisterwerke in Holz
- Stadtmuseum
- Heimatmuseum im Gerth-Turm (St. Egidien)
- Miniwelt: Weltbekannte Sehenswürdigkeiten in Miniaturformat
- Minikosmos: Modernstes Planetarium und 360°-Kino Deutschlands
- 1. Sächsisches Kaffeekannenmuseum

### Musik
- Musikverein Lichtenstein/Sa. e. V.
- Posaunenchor Rödlitz
- Gesangverein Lichtenstein e. V.
- Riot Lichtenstein

### Bauwerke
- Schloss
- Schlosspalais mit Englischem Garten
- St.-Laurentius-Kirche
- Lutherkirche

### Parks
- Englischer Garten
- Käpplerschlucht
- Stadtpark
- Bergerpark
- Alberthöhe mit 1993 errichtetem 29 m hohem Aussichtsturm[10]
- Grünthal
- Schubertgrund
- Parkschlösschen
- Entlang des Französischen Parks, englischen Garten und fortführend über die Schlosshangwiesen führt der 2009 ins Leben gerufene Lichtensteiner Skulpturenpfad bis in die Innenstadt.

### Naturdenkmäler

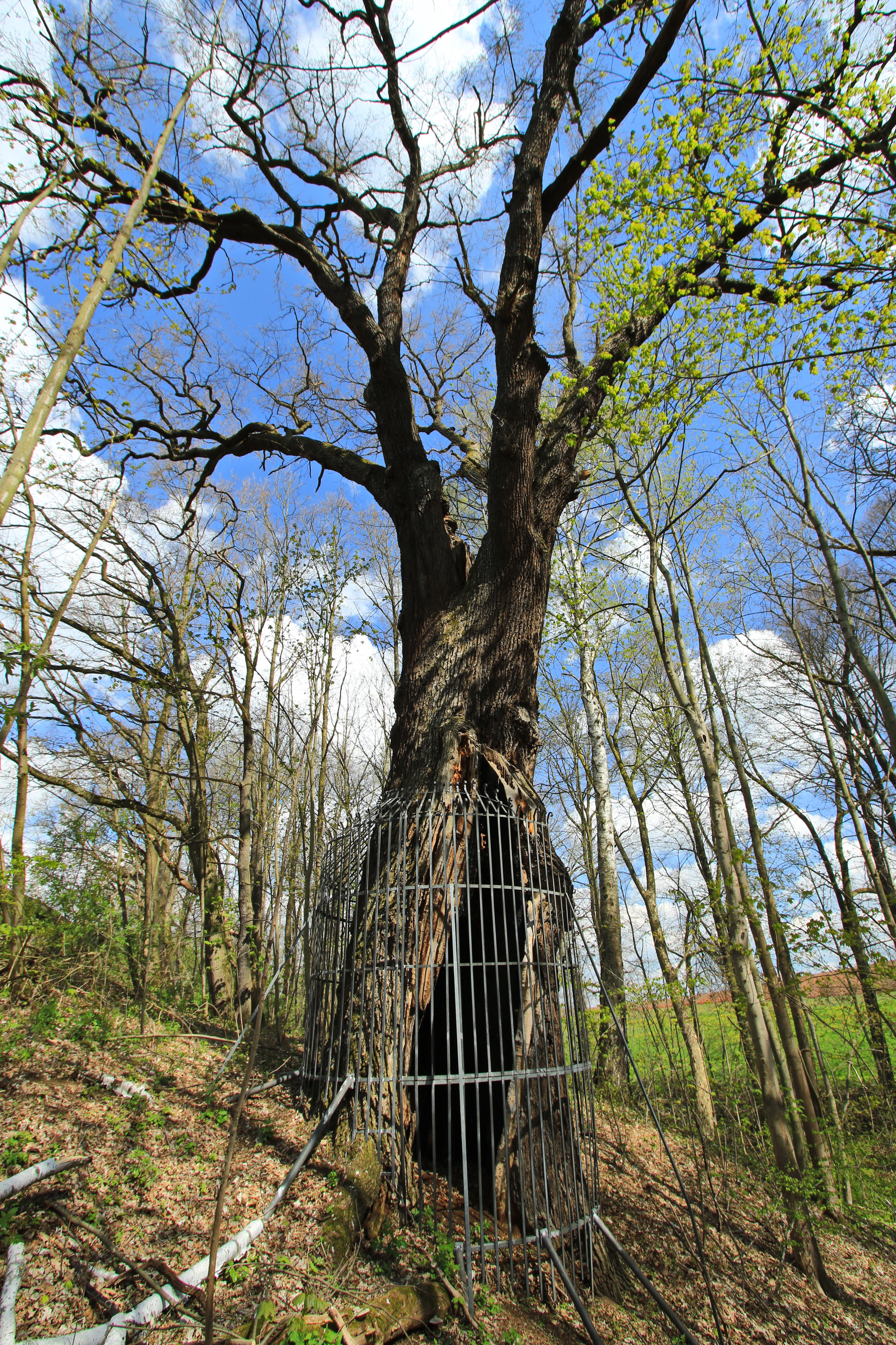
Käpplereiche

- Käpplereiche in der Käpplerschlucht mit einem Brusthöhenumfang von 7,25 m (2016).[11]
- Siehe auch: Liste der Naturdenkmale in Lichtenstein/Sa.

### Vereine
- BV Basketballverein Lichtenstein e. V.
- DRK Ortsgruppe Albert Schweitzer Lichtenstein
- Lichtensteiner Tierlehrpfad Indianertal e. V.
- Spiel- und Sportvereinigung Fortschritt Lichtenstein e. V.
- Voice of Art e. V.[12]
- Whiskyclub Lichtenstein e. V.[13]
- Royal Rangers Stamm 390 – Pfadfinderstamm[14]

## Bildung
Lichtenstein hat ein Berufsschulzentrum für Wirtschaft und Sozialwesen, 2 Grundschulen, 1 Oberschule mit Haupt- und Realschule sowie das Gymnasium Prof. Dr. Max Schneider.

## Verkehr
Nach dem Bau einer Ortsumgehung führt die B 173 jetzt an der Stadt vorbei. Über 3 verschiedene Abfahrten erreicht man die Stadt. Sie ist auch über die nördlich verlaufende A 4 Anschluss Glauchau-Ost (ca. 14 km) oder Hohenstein-Ernstthal (ca. 10 km) und die südlich verlaufende A72 Anschluss Hartenstein zu erreichen.
An der Bahnstrecke Stollberg–St. Egidien besitzt Lichtenstein und sein Ortsteil Rödlitz neben dem Bahnhof Lichtenstein (Sachs) noch die Haltepunkte Lichtenstein Gewerbegebiet, Lichtenstein Ernst-Schneller-Siedlung, Lichtenstein Hartensteiner Straße und Rödlitz-Hohndorf, welche von der City-Bahn Chemnitz bedient werden.

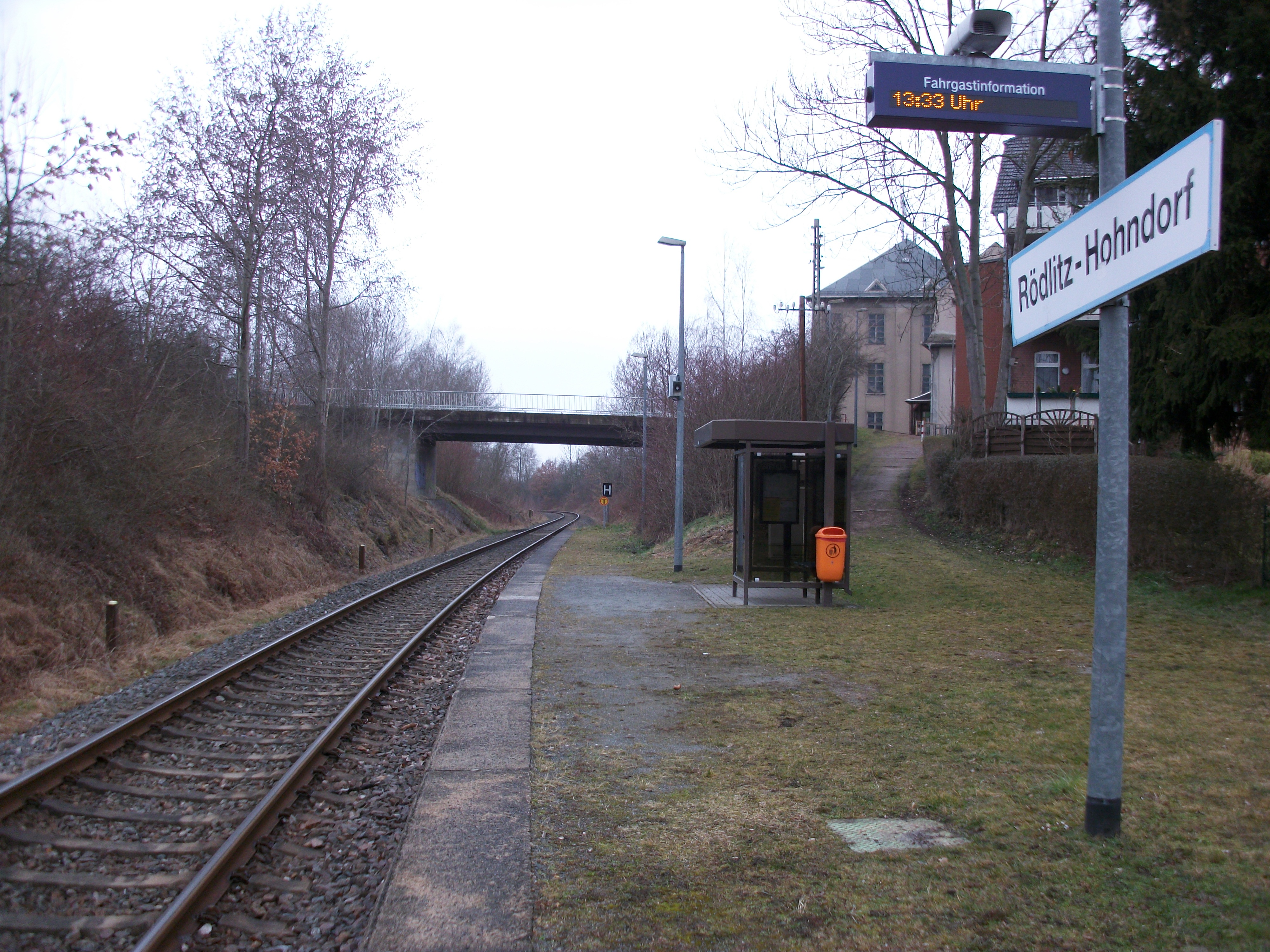
Haltepunkt Rödlitz-Hohndorf (2016)
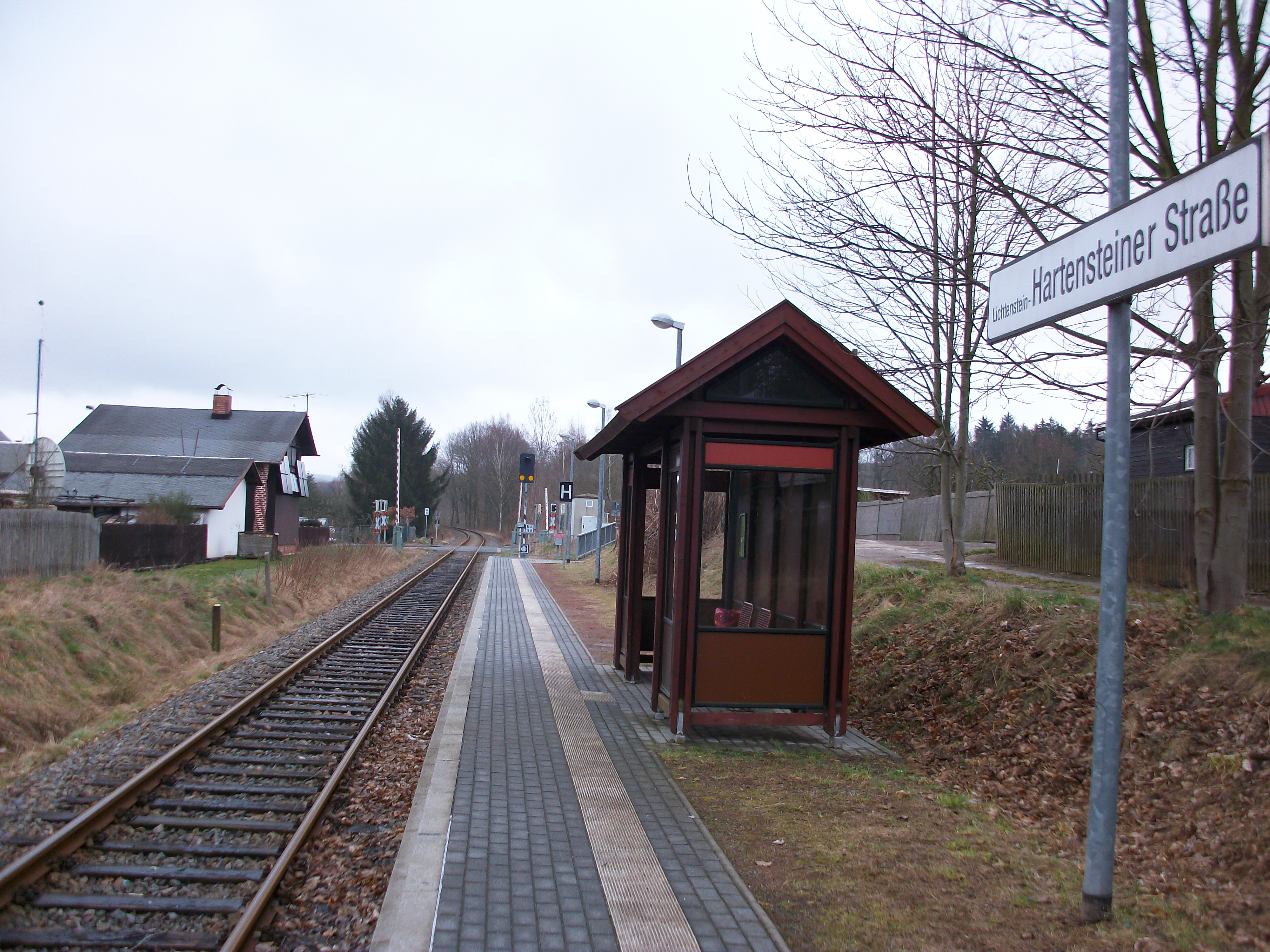
Haltepunkt Lichtenstein Hartensteiner Straße (2016)
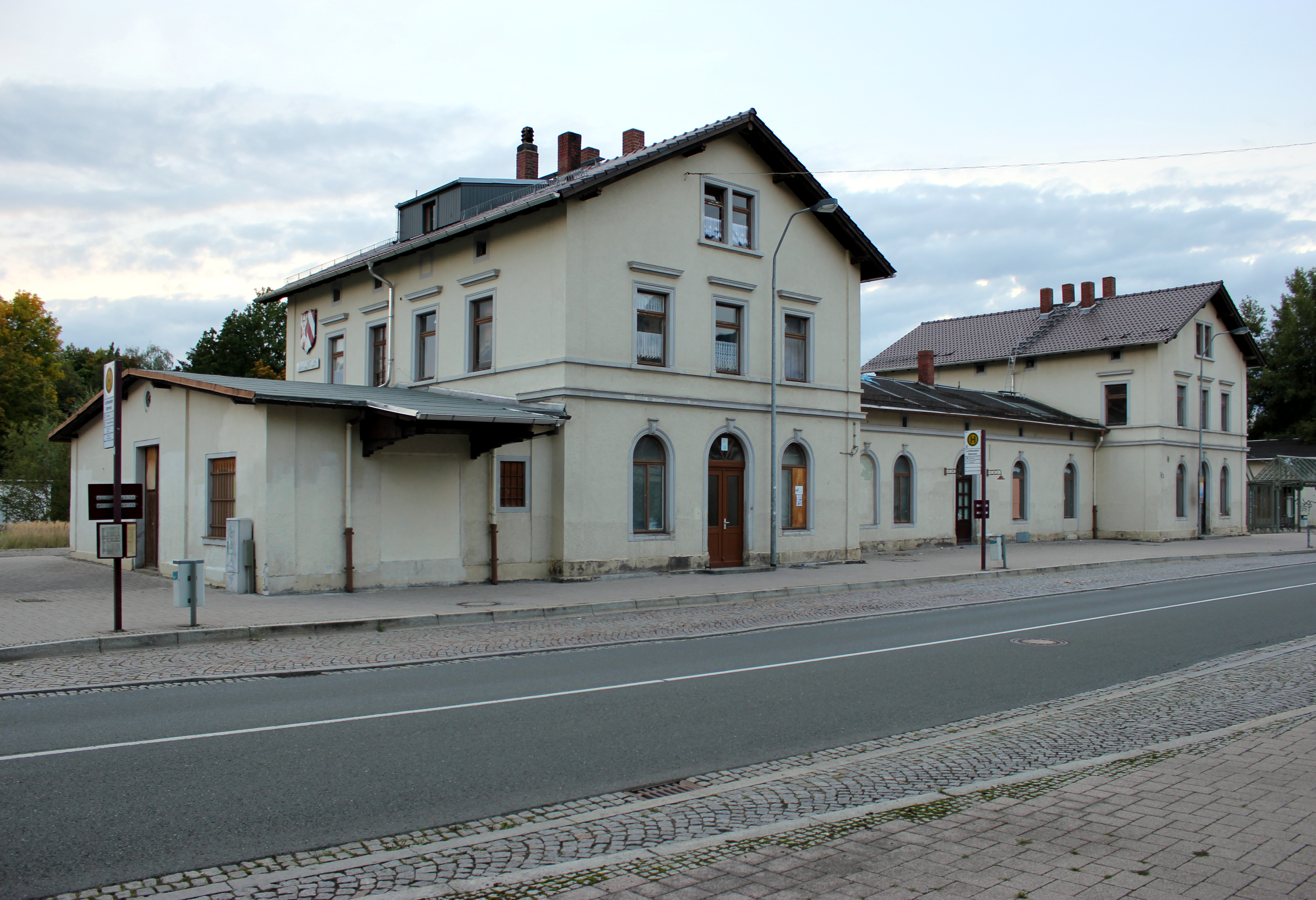
Bahnhof Lichtenstein (Sachs)
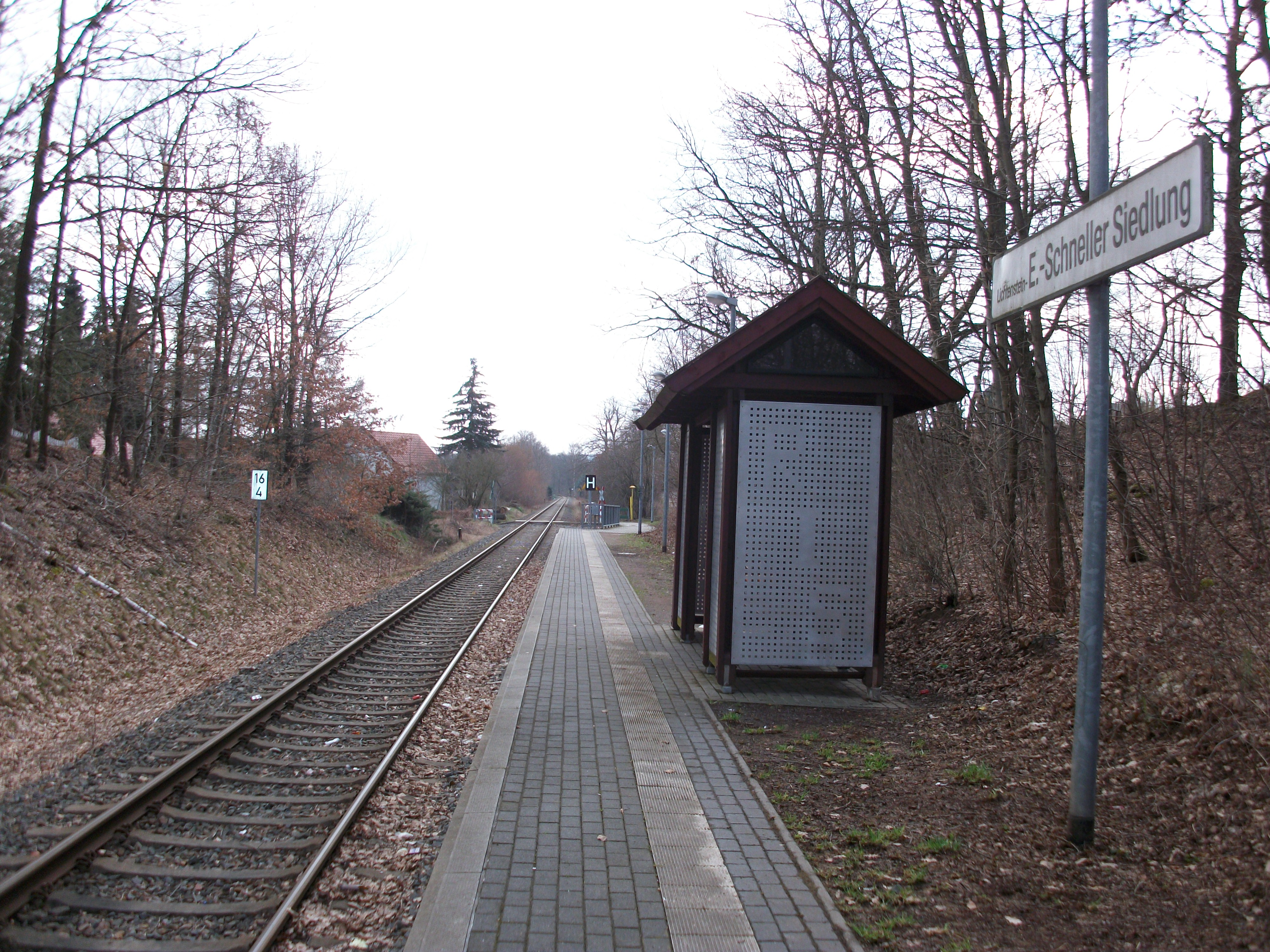
Haltepunkt Lichtenstein Ernst-Schneller-Siedlung (2016)
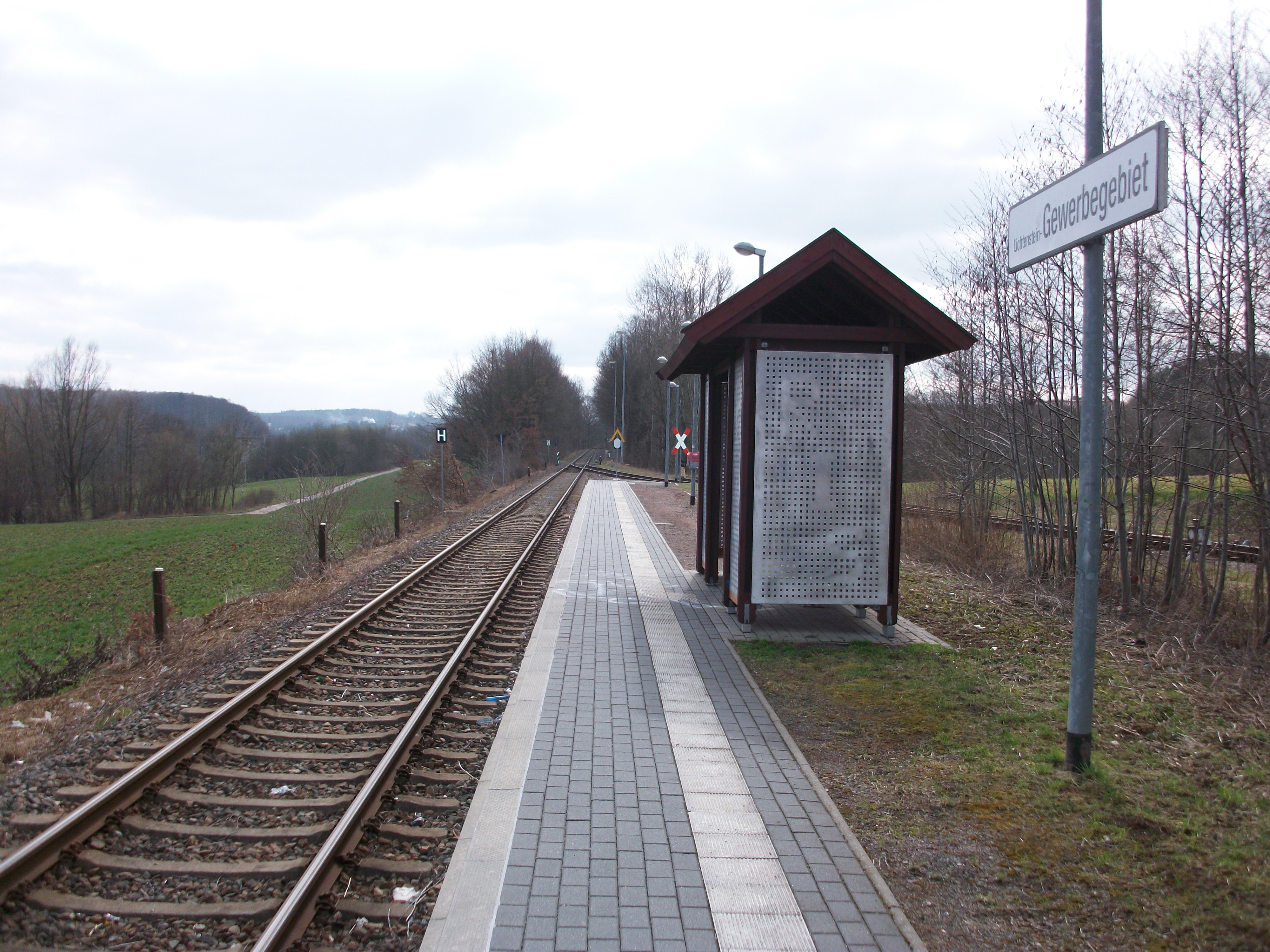
Haltepunkt Lichtenstein Gewerbegebiet auf der Flur von St. Egidien (2016)

## Persönlichkeiten

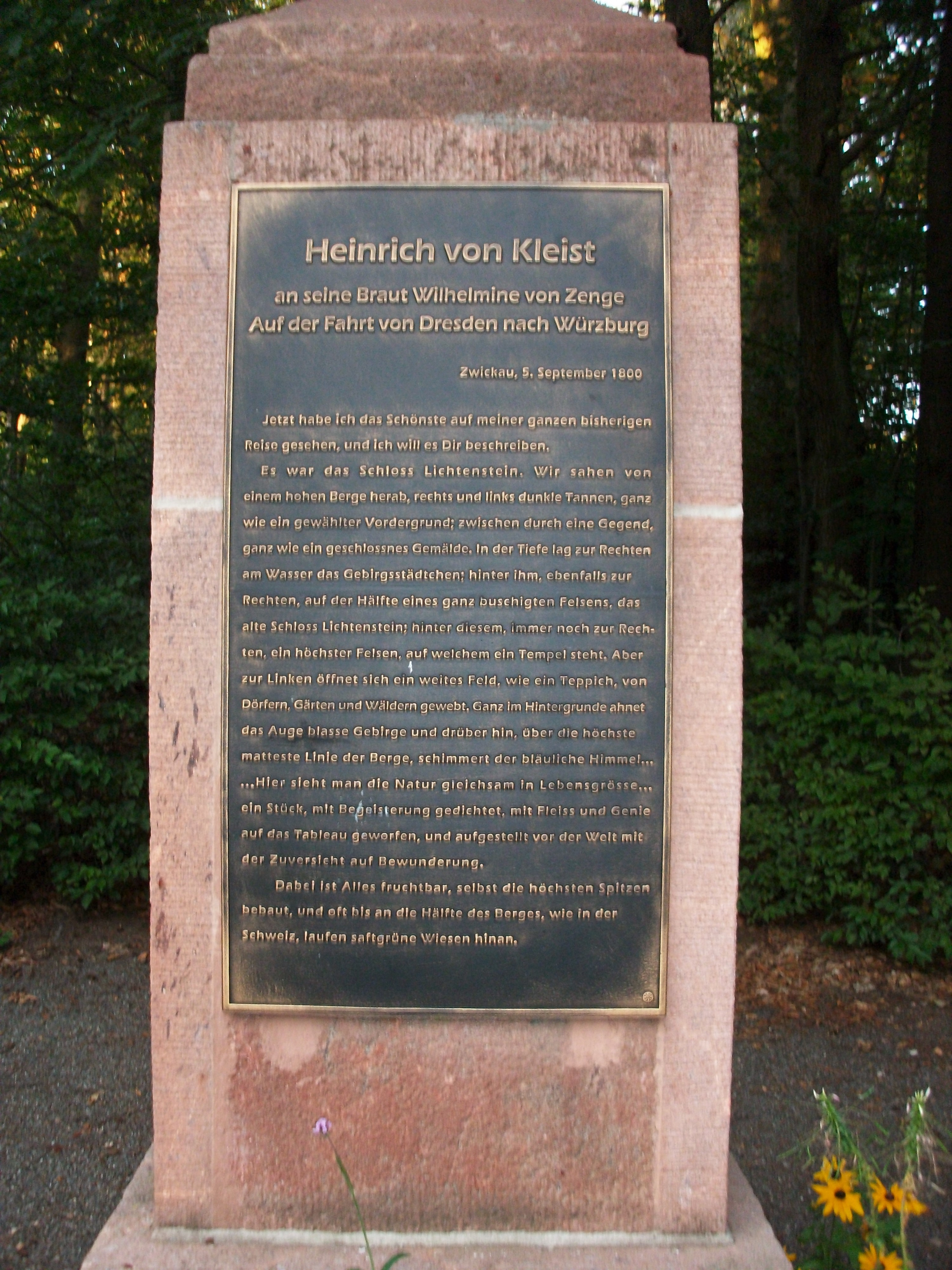
Kleist-Gedenkstein Lichtenstein/Sa. mit dem Text seines Reiseberichts über Lichtenstein

### Söhne und Töchter der Stadt
- David Sigmund Büttner (1660–1719), evangelischer Geistlicher und früher Geologe und Paläontologe
- Carl Christoph Rauchfuß (1725–1768), Arzt, Mineraloge, Afrikaforscher
- Christian Gottlob Richter (1745–1791), Jurist, Hochschullehrer an der Universität Leipzig und Philologe
- Gottlob Christian Crusius (1785–1848), Philologe, Pädagoge und Autor
- Ferdinand Heinrich d. Ä. Listner (1826–1876), Marionettenpuppenspieler
- Paul Beckert (1856–1922), Porträt- und Historienmaler
- Paul Beckert (1885–1949), Architekt
- Hugo Friedrich Colditz (1857–1933), Historiker, Botaniker
- Emil Döhler (1859–1927), Gymnasiallehrer
- Martin Götze (1865–1928), Bildhauer
- Ottomar Stein (1867–1958), Architekt und Baumeister
- Max Wilhelm Müller (1874–1933), Politiker (SPD)
- Emil Schubert (1879–nach 1931), Landrat im Kreis Neurode in Schlesien
- Karl Max Schneider (1887–1955), Professor und Direktor des Leipziger Zoos
- Hellmuth Merkel (1915–1982), Gründer des Erzgebirgsensembles Aue
- Eberhardt del’Antonio (1926–1997), Schriftsteller
- Edith Carstensen (1926–2018), Scherenschnittkünstlerin, Trägerin Bundesverdienstkreuz 1. Klasse
- Egon Winkelmann (1928–2015), Politiker (SED) und Diplomat der DDR
- Werner Buschmann (* 1931), Minister für Leichtindustrie in der DDR
- Wolfgang Mitzinger (* 1932), Minister für Kohle und Energie in der DDR
- Lothar Herzog (* 1943), ehemaliger Kellner und Personenschützer Erich Honeckers
- Erich Rauschenbach (* 1944), Cartoonist
- Richard Pietraß (* 1946), Schriftsteller
- Ulrich Reimkasten (* 1953), Professor für Malerei und textile Künste
- Andreas Steiner (* 1954), Politiker (DSU) und ehemaliger Abgeordneter der Volkskammer der DDR
- Uta Motschmann (* 1955), Germanistin
- Marita Sandig (* 1958), Ruderin, Olympiasiegerin 1980 im Achter
- Mario Steller (* 1959), Sänger und Gesangspädagoge
- Jacqueline Montemurri (* 1969), Schriftstellerin
- Alexander Tetzner (* 1974), Fußballspieler
- Steve Jenkner (* 1976), Motorradrennfahrer
- Michael Sonntag (* 1978), Schriftsteller und Kulturwissenschaftler
- Tino Böttcher (* 1983), Moderator
- Ronny König (* 1983), Fußballspieler
- Nadine Reichert (* 1984), Freiwasserschwimmerin
- Felix Hitzig (* 1988), Politiker (CDU)
- Carlos Kasper (* 1994), Politiker (SPD), MdB
- Marcin Sieber (* 1996), Fußballspieler
- Maximilian Kappler (* 1997), Motorradrennfahrer

### Persönlichkeiten, die vor Ort gewirkt haben
- Johann Avenarius (Habermann) (1516–1590), Theologe, Hebraist, von 1552 bis 1555 Pfarrer in Lichtenstein
- Georg Lührig (1868–1957), Maler, Rektor der Kunstakademie Dresden
- Curt Altmann (1883–1958), Kaufmann, Textilunternehmer, von 1920 bis 1945 in Lichtenstein – Strickwarenfabrik ALROWA, ab 1933 ALDO-Strickwarenfabrik
- Fritz Keller (1915–1994), Maler
- Klaus Hennig (* 1936), Physiker